# Benzanilid
Benzanilid ist eine chemische Verbindung aus der Gruppe der Carbonsäureamide.

## Gewinnung und Darstellung
Benzanilid kann durch Reaktion von Benzoesäure oder Benzoylchlorid mit Anilin gewonnen werden.
{\displaystyle \mathrm {C_{7}H_{6}O_{2}+C_{6}H_{7}N\longrightarrow C_{13}H_{11}NO+H_{2}O} }
Es kann auch aus Benzophenonoxim durch Umlagerung nach Beckmann mit Phosphorpentachlorid in Diethylether hergestellt werden.

## Eigenschaften
Benzanilid ist ein weißer Feststoff mit schwach aromatischem Geruch, welcher praktisch unlöslich in Wasser ist.